# Borówno (jezioro na Wysoczyźnie Świeckiej)
Borówno – jezioro wytopiskowe położone w województwie kujawsko-pomorskim, na Wysoczyźnie Świeckiej, w powiecie bydgoskim, gminie Dobrcz, ok. 9 km na północ od granic miasta Bydgoszczy.

## Charakterystyka
Jezioro posiada owalny kształt. Od północnego zachodu przylega do niego kompleks leśny, na brzegu wschodnim znajduje się kompleks zabudowy letniskowej, na południu zaś wieś Borówno, od której akwen wziął nazwę. W lesie przylegającym od północy znajduje się rezerwat przyrody Augustowo, chroniący torfowisko, ols porzeczkowy oraz stanowisko wierzby borówkolistnej. 
Na północny z jeziorem łączą się dwa akweny o podobnej charakterystyce: Kusowo i Dobrcz.
Dno misy jeziornej ma regularny kształt opadający ku środkowi, z jednym centralnym przegłębieniem o wielkości 14 m. Powierzchnia dna poniżej izobaty 12,5 m stanowi 21% całkowitej powierzchni jeziora. Na dwu krańcach jeziora wykształciły się niewielkie i płytkie zatoki. Całkowita długość linii brzegowej wynosi 3,96 km.
Fitolitoral jeziora zajmuje 38% powierzchni całego zbiornika. Krańcowe zatoki porośnięte są w całości łąkami ramienicowymi. Dominuje w nich ramienica pospolita, której w mniejszym stopniu towarzyszą: wywłócznik kłosowy, pałka wąskolistna i krynicznica tępa.

## Zlewnia
Jezioro jest zasilane przez niewielkie, okresowe cieki wodne i stanowi zasadniczo zbiornik bezodpływowy, silnie reagujący (wraz z sąsiednimi zbiornikami: Kusowo i Dobrcz) na zmiany warunków opadowych. W związku z tym w 1978 r. wybudowano sztuczne odwodnienie jeziora, które dzięki przepompowni może przerzucić nadmiar wody do Strugi Augustowskiej. Jednak ze względu na zazwyczaj niskie stany wód w jeziorze system ten jest rzadko wykorzystywany.
Zlewnia bezpośrednia akwenu pokrywa się ze zlewnią całkowitą, a jej powierzchnia wynosi 19,43 km². Jej obszar zajmuje bifurkacyjną część rynny polodowcowej, przebiegająca na kierunku północny wschód – południowy zachód. Zachodnia jej część odwadniana jest przez Strugę Augustowską uchodzącą do Kotomierzycy, stanowiącej lewobrzeżny dopływ Brdy, zaś w jej północno-wschodnim fragmencie swój bieg rozpoczyna uchodząca do Wisły Struga Niewieścińska. Struktura użytkowania zlewni jest następująca:
- użytki rolne: 71% ogólnej powierzchni zlewni,
- lasy 19%,
- pozostałe 10% (głównie bagna i rozlewiska nad jeziorami Kusowo i Dobrcz).

W skład zlewni całkowitej jeziora wchodzą dwa zbiorniki wodne: jezioro Kusowo (48 ha), jezioro Dobrcz (24 ha) oraz towarzyszące im rozlewisko o powierzchni 24 ha.
Wody jeziora Borówno mają ograniczony kontakt hydrauliczny z wodami podziemnymi, co powoduje że zasilanie z tego źródła stanowi niewielki procent w ogólnym bilansie wodnym akwenu.
W zlewni bezpośredniej jeziora występuje liczna zabudowa rekreacyjna w postaci kompleksu 350 ogrodów działkowych, które stanowią istotne źródło presji antropogenicznej.

## Jakość wód
Jezioro Borówno charakteryzuje się przeciętnym, II stopniem podatności wód na degradację. 
Do niekorzystnych cech zlewniowych jeziora należą: sposób użytkowania terenu z dominującą gospodarką rolną oraz niska wartość wskaźnika wydłużenia jeziora, co świadczy o słabych możliwościach rozcieńczania zanieczyszczeń z zewnątrz.
Stratyfikacja wód wynosi 11,3% co sugeruje, że są w nim sprzyjające warunki do rozwoju dużej produkcji pierwotnej. Ułatwia to przedostawanie się biogenów do strefy eutroficznej jeziora. Sprzyja temu także istnienie długotrwałych warunków beztlenowych.
Badania czystości wód jeziora przeprowadzane są od 1984 r. W latach 1986 i 1992 wody zakwalifikowano do II klasy czystości, choć kolejne badania wykazywały stopniowe pogarszanie się jakości wód. W badaniu z 2002 r. odnotowano III klasę czystości wód. Na tym tle korzystne były wskaźniki troficzne jeziora takie jak np. przezroczystość wód (ok. 2,5 m, a latem ponad 3 m) oraz zawartość chlorofilu. Negatywny wpływ na stan czystości wód jeziora Borówno mają zbiorniki bezodpływowe na terenie ogrodów działkowych zlokalizowanych na wschodnim brzegu jeziora. Badanie przeprowadzone w 2009 r. przez Wojewódzki Inspektorat Ochrony Środowiska w Bydgoszczy wykazały dobry stan wód akwenu.
Pod względem troficznym jezioro należy do typu przejściowego mezo-eutroficznego.

## Rybactwo
Dzierżawcą jeziora Borówno jest Polski Związek Wędkarski. Gospodarka rybacka prowadzona jest w sposób charakterystyczny dla jezior użytkowanych turystycznie. Na akwenie tym prowadzi się jedynie odłowy kontrolne, w których pojawiają się leszcz, płoć i okoń.

## Rekreacja
Jezioro Borówno jest jednym z dwóch położonych najbliżej miasta Bydgoszczy obiektów tego typu, dlatego spełnia ważne funkcje rekreacyjne dla jego mieszkańców. Szacuje się, że w sezonie letnim, w okresie weekendów, wypoczywa nad nim łącznie około od 5 do 6 tysięcy osób.
Dojazd od strony miasta jest dogodny poprzez drogę nr 5 Bydgoszcz-Gdańsk. Jest to najbliższe jezioro rekreacyjne dla mieszkańców dzielnicy Fordon.
Po wschodniej stronie akwenu istnieją działki rekreacyjne, natomiast na zachodnim, zalesionym brzegu znajdują się dwie plaże (jedna strzeżona) wraz z pomostami, placem zabaw i wypożyczalnią sprzętu wodnego. Znajduje się tu także ośrodek wypoczynkowy i pola biwakowe. Dzikie plaże istnieją także na południowym, północnym i wschodnim brzegu akwenu.
Historia miejskiego kąpieliska nad jeziorem sięga 1968 r.. Ośrodek nieopodal wsi Borówno rozbudował Miejski Ośrodek Sportu, Turystyki i Wypoczynku, natomiast nieco dalej na południe powstał ośrodek należący do Pomorskiego Okręgu Wojskowego. Ośrodki te rozbudowano w latach 70. XX wieku, a po 1990 r. zostały przebudowane i unowocześnione.

## Galeria

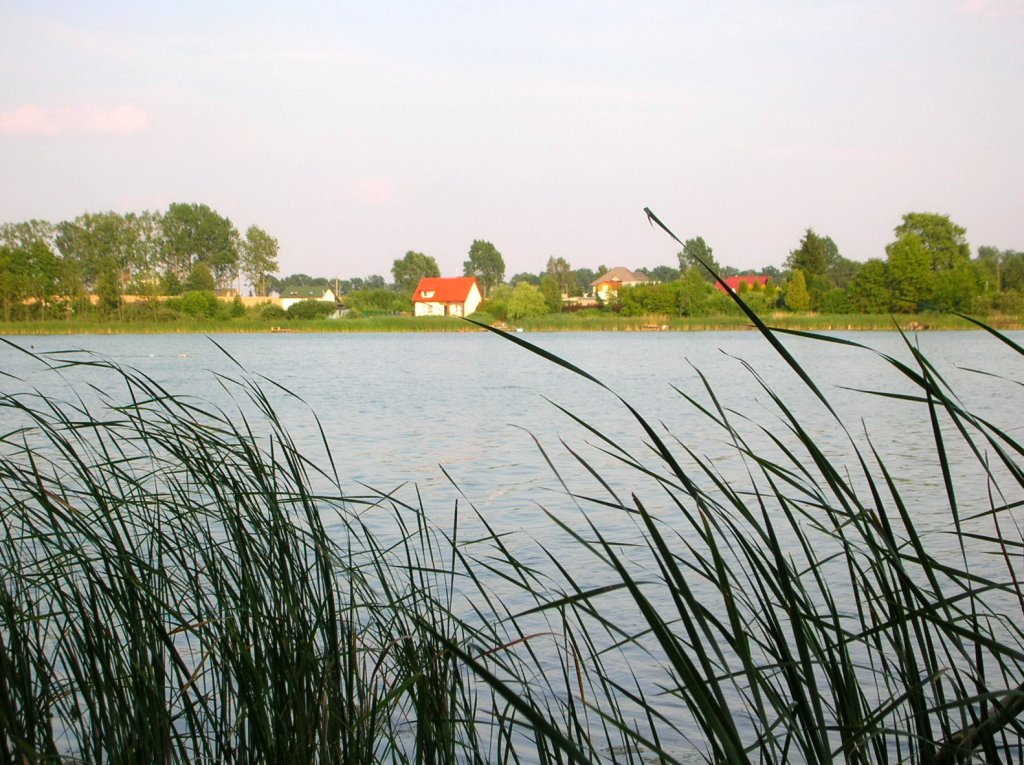
Widok wschodniego brzegu
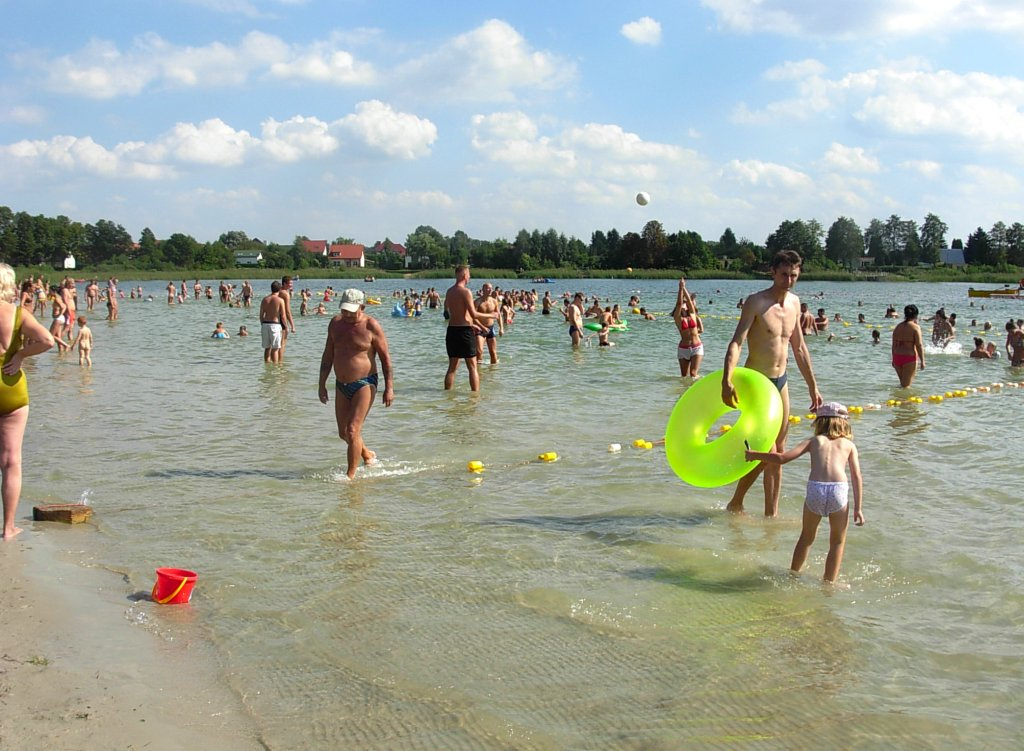
Kąpiel
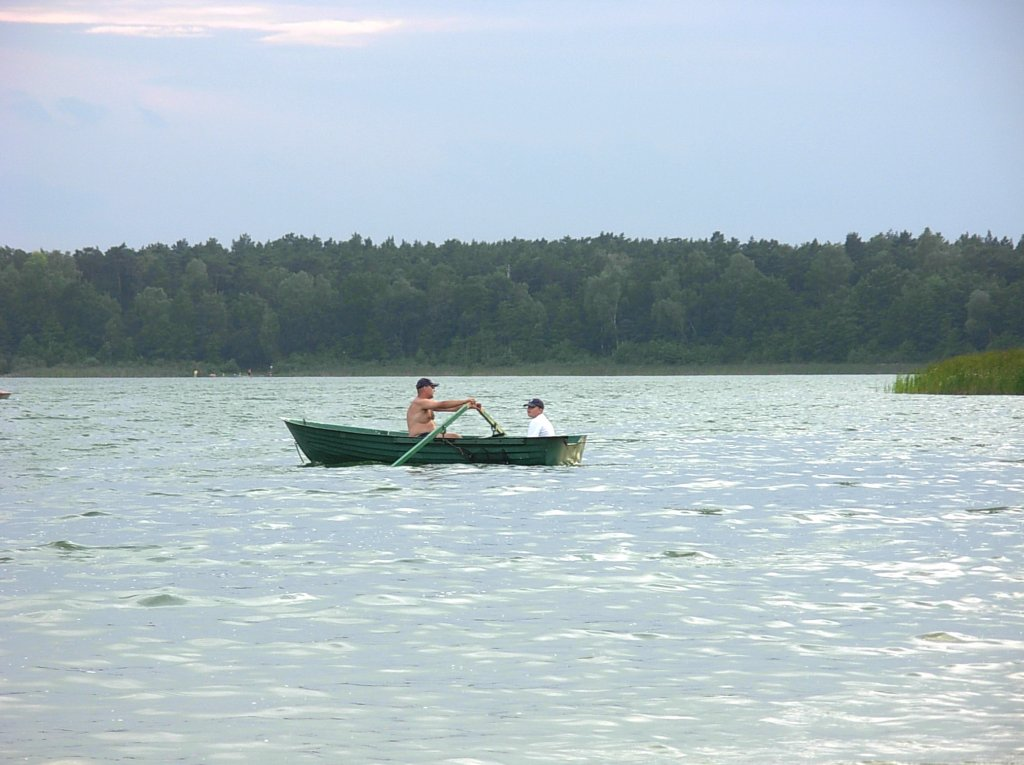
Pływanie
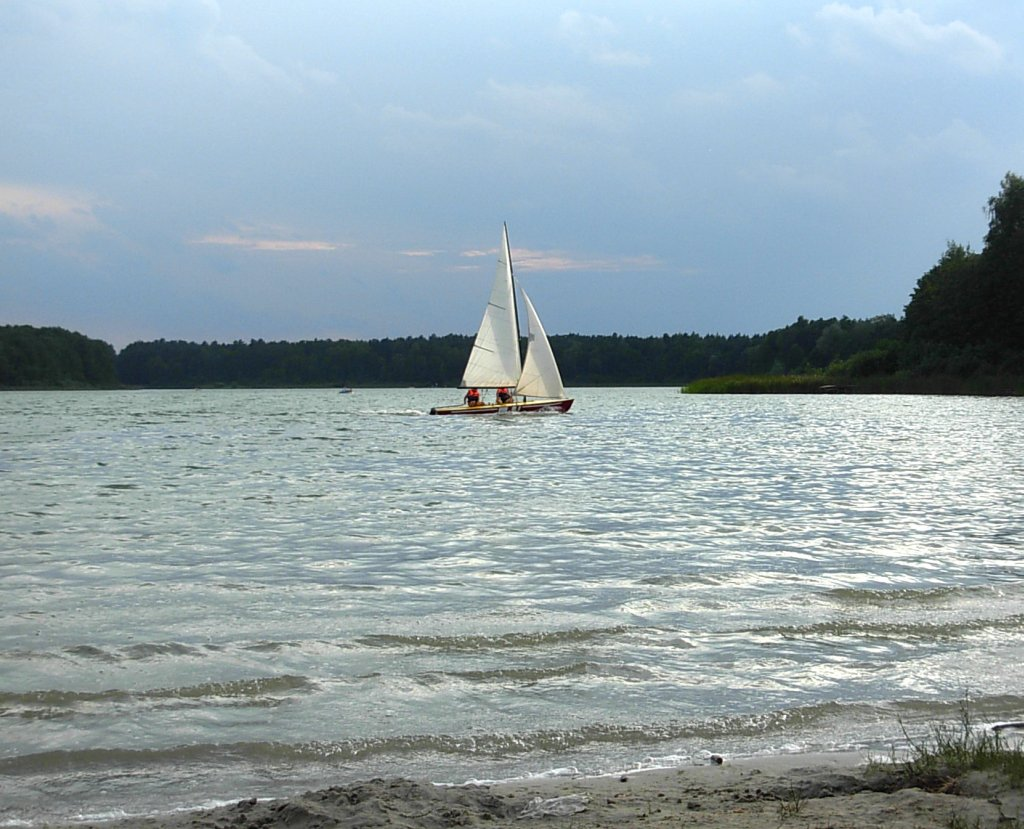
Żeglowanie
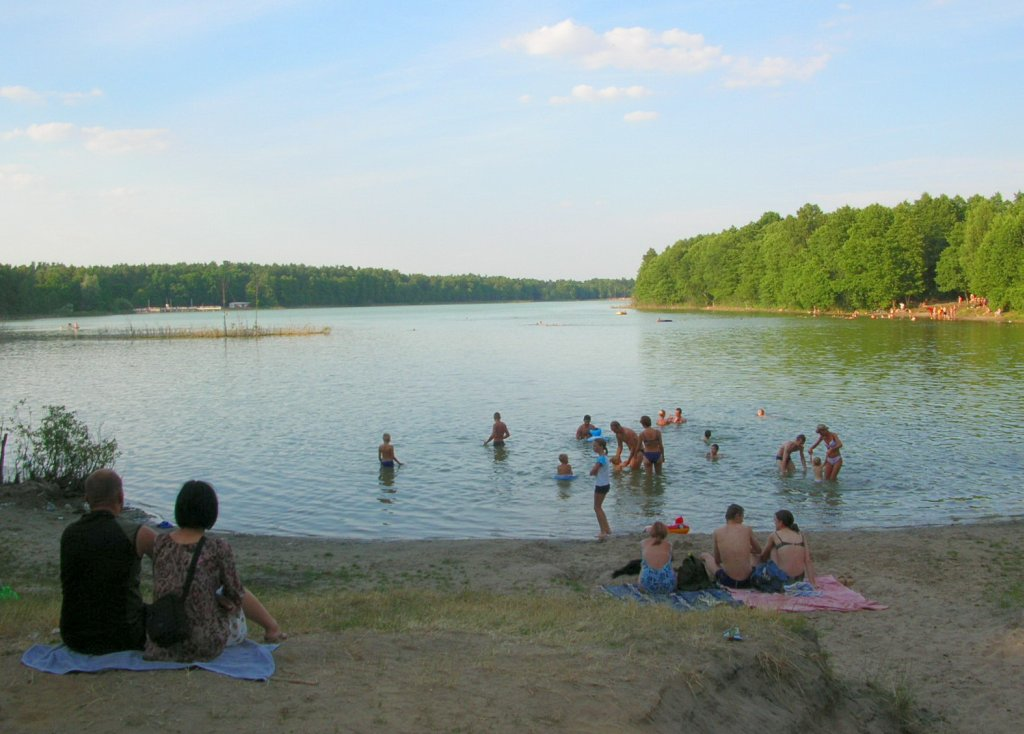
Zatoka południowa
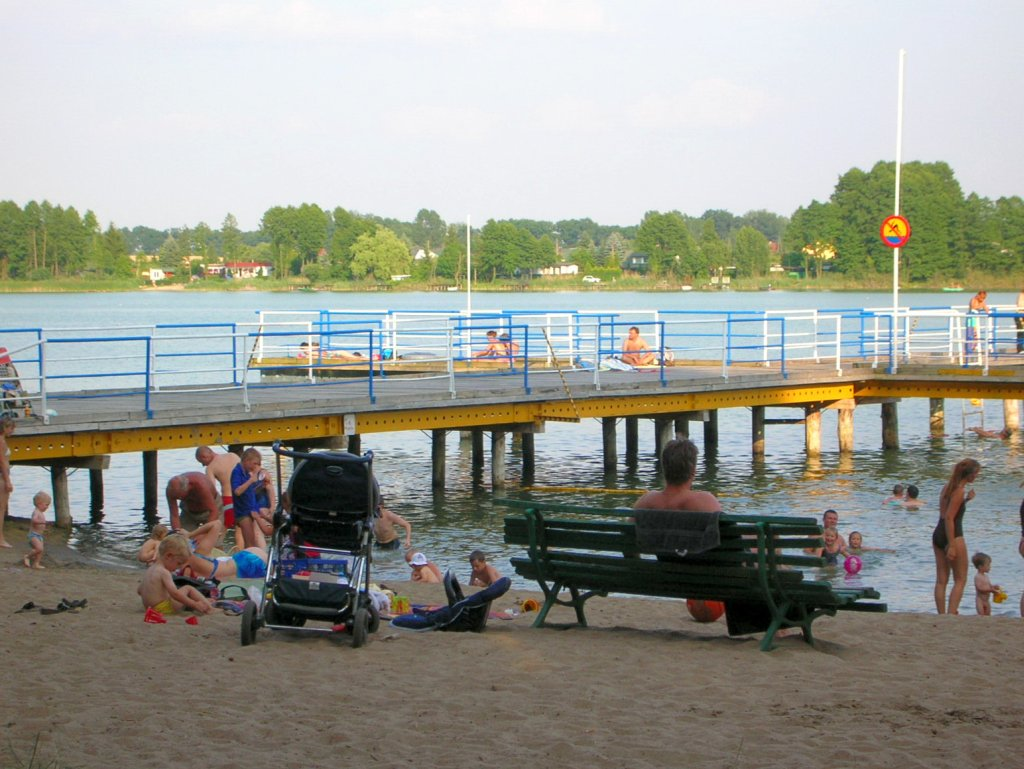
Plaża
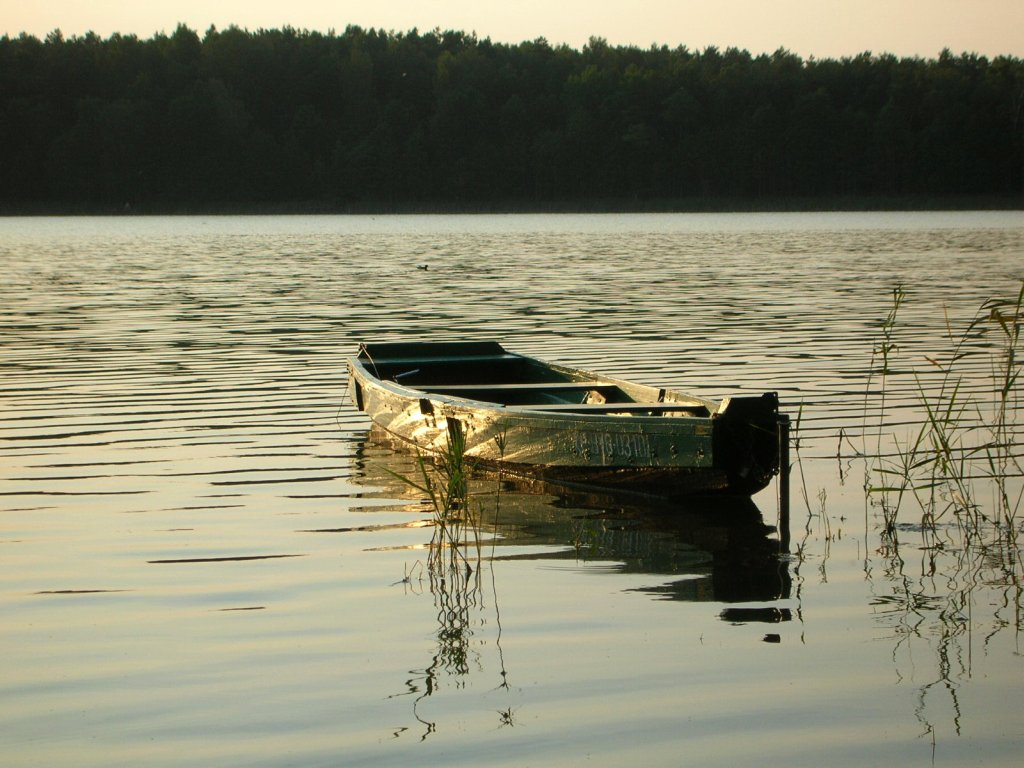
Łódź
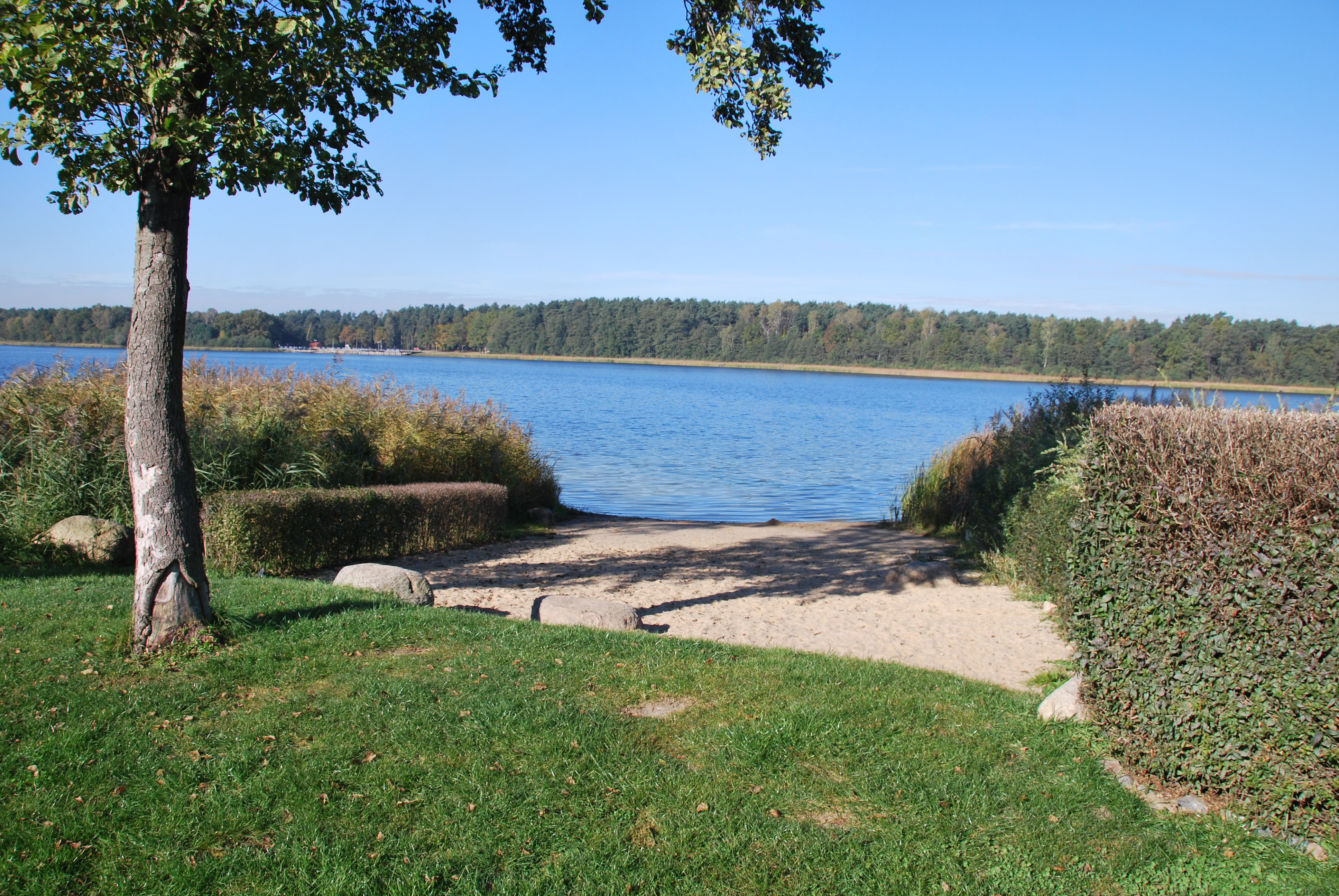
Brzeg wschodni